# Васил Илиев
Васил Андреев Илиев (Императора) е български мафиот, борец, предприемач и застрахователен бос.
Той е основател и президент на застрахователната империя „ВИС“, по-голям брат на Георги Илиев, видна фигура в организираната престъпност в България в периода на прехода към демокрация и пазарна икономика след 1991 г. Васил Илиев е считан от някои експерти на МВР, така и от чуждестранни експерти за най-могъщия гангстер на Балканите за своето време.

## Биография

### Младежки години
Роден е през 1965 година в Кюстендил. Има брат – Георги, и сестра – Мариана. Баща им Андрей е от Кресна, където учат Васил и Георги. Многократен шампион по борба във всички възрасти. Ученик на школата „Олимпийски надежди“. Сред неговите съученици са били Илия Павлов, Димитър Джамов, Атанас Комшев, Младен Михалев – Маджо и много именити след това подземни босове. След несправедливо според него решение за неучастието му в европейско първенство той напуска борбата завинаги и поема по пътя на ганстерските банди. Жени се за Мариета и докато е в армията, му се ражда единственото дете – Ивона.

### Престъпен живот
Заминава за Чехословакия, търсейки по-добро бъдеще. Там се засича с Иво Карамански, който е тарторът на българската мафия в чужбина, занимаваща се с кражби на автомобили, въоръжени грабежи и поръчкови побои. 7 – 8 месеца след пристигането си Васил Илиев е арестуван, заедно с негов приятел по прякор Дробеца. Прекарва 2 месеца в чешки затвор по обвинение в грабеж, което така и не се доказва.
След като излиза от затвора, той е принуден да напусне Чехословакия и през 1988 г. заминава за Унгария, където, заедно с Иво Карамански, крадат коли и правят измами с валута, злато и др. През 1990 г. се завръща в България и научава, че жена му го е изоставила.
Първата фирма на Васил Илиев, регистрирана през 1991 г., е „ВИС“ (Вярност, инвестиции, сигурност), като от уставния капитал 50 000 лв. той внася 49 000 лв. Другите 1000 лв. дава Пламен Тимев-Ганди. Акционери още са Николай Цветин, Пенчо Младенов, Антон Боянов, Веселин Йотов и братът на Васил – Георги Илиев. Фирмата се занимава главно с рекет и изнудване под формата на охрана на обекти и кражби на автомобили. Основният персонал са хора от борческите среди, приятели от Унгария и абитуриенти от „Олимпийски надежди“. Истинският възход на борческата империя започва с началото на югоембаргото. Едновременно с това Илиев прохожда в бизнеса с дискотеки, като открива няколко по Южното Черноморие.
Югоембаргото обаче става голям източник на печалба за Васил Илиев и неговата прохождаща империя. От нелегалното прекарване в Сърбия на петролни продукти борците печелят милиарди тогавашни левове. След този период новата компания „ВИС-2“ се ориентира към туристическия бизнес, зърното, транспорта и други легални отрасли, като в същото време рекетът, кражбите на коли и изнудванията не спират. През 1994 г. има повече от 150 фирми, свързани с „ВИС-2“. Персоналът на групировката надминава 5000 души. „ВИС-2“ са и монополисти в застрахователния бизнес.

## Смърт
Васил Илиев е убит на 30-годишна възраст на 25 април 1995 г. в мерцедеса си на път за ресторант „Мираж“. Убийството остава неразкрито, а разследването му е прекратено поради изтекла давност през 2015 г. По желание на фамилия Илиеви гробът на Васил Илиев се охранява денонощно поради опасност от иманяри.

## Вещи, свързани с Илиев
На търг за 10 хиляди лева е продаден златният медальон на Илиев с неговите инициали.
Гилза от лобното място на Васил Илиев, вещите, открити в колата му, включително видеокасети с филмите „Кръстникът“ и „Шотландски боец“, златна гривна, златен часовник, мобилен телефон, общо 2000 лева, документи за кола, екипче за фитнес, бележка с надпис: „Да пратя на мама още пари за ремонта в Кюстендил!“, дрехите, които Илиев носи, когато го убиват, също така оръжието на убийството, хърватски „Заги“ пистолет, се съхраняват в МВР. През 2015 г. бившият депутат Христо Марков дарява на „Дирекция Архиви – Пловдив“ своя личен архив, който включва и писмо от Илиев, с когото са били близки.